# Americká elegie
Americká elegie: Memoáry o krizi rodiny a kultury (v anglickém originále Hillbilly Elegy: A Memoir of a Family and Culture in Crisis) jsou paměti J. D. Vance z roku 2016 o apalačských hodnotách jeho rodiny z Kentucky a socioekonomických problémech jeho rodného města Middletown v Ohiu, kam se rodiče jeho matky přestěhovali během svého dětství. Kniha byla adaptována do filmu Americká elegie z roku 2020 v hlavní roli s Glenn Close a Amy Adamsovou, který režíroval Ron Howard.

## Shrnutí
Vance popisuje svou výchovu a rodinné zázemí, ve kterém vyrůstal ve městě Middletown v Ohiu, kam se jeho matka a její rodina přestěhovaly po druhé světové válce z Breathitt County v Kentucky .
Vance uvádí, že jejich apalačská kultura si cenila vlastností, jako je loajalita a láska k zemi navzdory rodinnému násilí a slovnímu napadání. Vance vypráví o alkoholismu svých prarodičů i o matčině drogové závislosti a neúspěšných vztazích. Vanceovi prarodiče se usmířili a stali se jeho opatrovníky. Jeho přísná, ale milující babička tlačila na Vance, aby pokračoval ve vysokoškolském studiu na Ohio State University, kde získal titul Juris Doctor na Yale Law School .
Ve svých pamětech Vance pokládá otázky o odpovědnosti své rodiny a místních lidí za jejich neštěstí. Vance naznačuje, že apalačská hillbillská (vidlácká, horalská) kultura zde způsobuje společenský rozklad a ekonomickou nejistotu. Uvádí osobní zkušenosti: Vance, když pracoval jako pokladní v obchodě s potravinami, vídal příjemce sociálních dávek používat mobilní telefony, přičemž si ho sám nemohl dovolit.
Vancův odpor vůči těm, kteří byli odměňováni za špatné chování zatímco on pracoval, je prezentován jako zdůvodnění politického odklonu Apalačska od demokratů k republikánům. Vance vypráví příběhy, které poukazují na nedostatek pracovní morálky místních lidí, včetně příběhu muže, který opustil svou práci poté, co projevil odpor k pracovní době, nebo o spolupracovníkovi s těhotnou přítelkyní, který bez omluvy vynechával směny.

## Vydání
V červenci 2016 byla kniha zpopularizována rozhovorem s Vancem v The American Conservative. V polovině srpna The New York Times napsal, že titul zůstal od zveřejnění rozhovoru v první desítce bestsellerů Amazonu.